# Acanthodelta hilaris
Acanthodelta hilaris là một loài bướm đêm trong họ Noctuidae.